# María Cecilia Rognoni
María Cecilia Rognoni (Buenos Aires, 1 de diciembre de 1976) es una exjugadora argentina de hockey sobre césped que se desempeñó en la posición de defensora en la Selección argentina y en distintos clubes en Europa.
Fue una de las jugadoras emblemáticas de Las Leonas (selección femenina argentina) de la década del 2000, cuando alcanzó el primer nivel mundial, promoviendo así la popularización del hockey sobre césped femenino en Argentina.
Ganó la medalla de oro en los Juegos Panamericanos de 1999 y 2003. En 2001, ganó el Champions Trophy y al año siguiente, se consagró campeona en el Campeonato Mundial en Perth, Australia y campeona de la Eurocopa con el club Róterdam en 2003.
Participó en tres Juegos Olímpicos obteniendo la medalla de plata en los Juegos Olímpicos de Sídney 2000, medalla de bronce en Atenas 2004 y un diploma olímpico en los Juegos Olímpicos de Atlanta 1996.
Fue elegida mejor jugadora del mundo por la Federación Internacional de Hockey en 2002.

## Carrera deportiva
Cecilia es hija de Horacio Rognoni, un jugador de hockey sobre césped que integró la selección nacional y compitió en los Juegos Olímpicos de México 1968.
Recibió dos veces el Premio Olimpia, en 2000 como mejor deportista argentina del año siendo una de las integrantes de la selección nacional y 2002, de manera individual.
Inició su carrera en el Club Ciudad de Buenos Aires (Muni) en 1993. En Europa, se desempeñó en los clubes de Colonia (Alemania) - Róterdam (Holanda) - Breda (Holanda) - Push (Holanda) - Ámsterdam (Holanda) y Bloemendaal (Holanda).
Defensora central por naturaleza, supo destacarse como la mejor jugadora del mundo en 2002, año en que Las Leonas obtuvieron el campeonato del mundo en Perth, Australia.
Sus características principales como jugadora: Insuperable en el mano a mano, especialista en el córner corto alcanzando hasta 115 kilómetros por hora en el lanzamiento, gran actitud para defender y un amplio panorama de juego, de gran temperamento y determinación para defender la camiseta de la Selección argentina.
Sergio Vigil, ex director técnico de la selección argentina femenina, opinó sobre Cecilia "tiene todo lo que uno sueña como deportista. Es un muro: da la sensación de que no la pueden eludir y cuando se enoja, ataca y hace el gol". "Cecilia es de esas jugadoras distintas, esas que aparecen una vez cada 50 años, de las que si están en un equipo tenés la sensación de que no podés perder". 
Su trayectoria en la selección comenzó en el Sudamericano disputado en Chile en 1994 y participó en el Preolímpico de Ciudad del Cabo (1995), los  Juegos Olímpicos de Atlanta 1996, el Campeonato Mundial Junior de Corea (1997), el Campeonato Panamericano Junior de Chile (1997), el Campeonato Mundial de Utrecht (1998), el Champions Trophy de Brisbane (1999), los Juegos Panamericanos de 1999, los Juegos Olímpicos de Sídney 2000, los Champions Trophy de Amstelveen 2001 (primer puesto), Macao 2002 (donde obtuvo el segundo puesto) y Rosario 2004 (tercer lugar), el Campeonato Mundial de 2002 de Perth, Australia, los Juegos Panamericanos de 2003 y los Juegos Olímpicos de Atenas 2004. 
A fines de 2005, fue separada del plantel del conjunto nacional por declaraciones realizadas al diario La Nación. Un año después, debió ser operada de una osteocondritis de la  rodilla izquierda y a consecuencia de varias complicaciones sufridas debió realizar una extensa recuperación. En 2006, fue convocada por Maximiliano Caldas para jugar en Holanda donde obtuvo el subcampeonato de la liga neerlandesa con su club.
En 2008, anunció un descanso que sonó a retiro tras 25 años dedicados al hockey y en 2009 fue madre de Nina. 
En 2009, el diario deportivo Olé publicó una entrevista a Sergio Vigil en la cual hablaba de Cecilia Rognoni: "Cualquier equipo del mundo que tenga a Luciana Aymar juega la final de cualquier torneo. En los últimos seis años no surgieron jugadoras de ese nivel. Me parece que las jugadoras como ella o Cecilia Rognoni, que son distintas en el mundo, hacen ganar a los equipos e hicieron ganar a Argentina extraordinariamente. Ceci como jugadora es la más ganadora que vi en mi vida en la Selección. Daba la sensación de que cuando jugaba ella no podías perder, era increíble. Para mí, hasta que dejó, era la mejor jugadora".

## Palmarés
- 1994: Campeona del Torneo Sudamericano (Chile)
- 1995: 4º puesto en el Torneo Preolímpico (Ciudad del Cabo, Sudáfrica)
- 1996: 7º puesto en los Juegos Olímpicos de Atlanta 1996
- 1997: 3º puesto en el Campeonato Mundial Junior (Corea)
- 1998: 4º puesto en el Campeonato Mundial (Utrecht, Holanda)
- 1999: Medalla de oro en los Juegos Panamericanos de 1999 (Winnipeg, Canadá)
- 1999: 4º puesto en el Champions Trophy (Brisbane, Australia)
- 2000: Medalla de plata en los Juegos Olímpicos de Sídney 2000
- 2001: Campeona de la Copa Panamericana (Kingston, Jamaica)
- 2001: Campeona del Champions Trophy (Amstelveen, Holanda)
- 2001: Campeona de la Copa Tres Naciones Holanda-España Argentina (Argentina)
- 2002: Subcampeona del Champions Trophy (Macao, China)
- 2002: Campeona del Campeonato Mundial (Perth, Australia)
- 2003: Campeona de la Eurocopa con el Rótterdam (Holanda)
- 2003: Medalla de oro en los Juegos Panamericanos de 2003 (Santo Domingo, República Dominicana)
- 2004: 2º puesto Torneo 4 naciones Córdoba (Argentina)
- 2004: Medalla de bronce en los Juegos Olímpicos de Atenas 2004
- 2004: 3º puesto en el Champions Trophy (Rosario, Argentina)

## Premios y distinciones
- 1995 - Premio Revelación Clarín (Hockey sobre césped)
- 1997 - Goleadora del Campeonato Panamericano Junior de Chile
- 1998 - Premio Consagración Clarín (Hockey sobre césped)
- 1998 - Premio Olimpia (Hockey sobre césped)
- 2000 - Premio Olimpia de oro (Selección femenina de hockey sobre césped Las Leonas)
- 2000 - Premio Konex - Diploma al Mérito (Hockey sobre césped)
- 2001 - Goleadora de la Copa Panamericana de Kingston, Jamaica
- 2002 - Mejor jugadora del torneo (Champions Trophy de Macao)
- 2002 - Mejor Jugadora del Mundo
- 2002 - Premio Consagración Clarín (Hockey sobre césped)
- 2002 - Premio Olimpia (Hockey sobre césped)
- 2002 - Premio Olimpia de oro (Mejor deportista del año)
- 2010 - Premio Konex - Diploma al Mérito (Hockey sobre césped)